# Casuarina equisetifolia

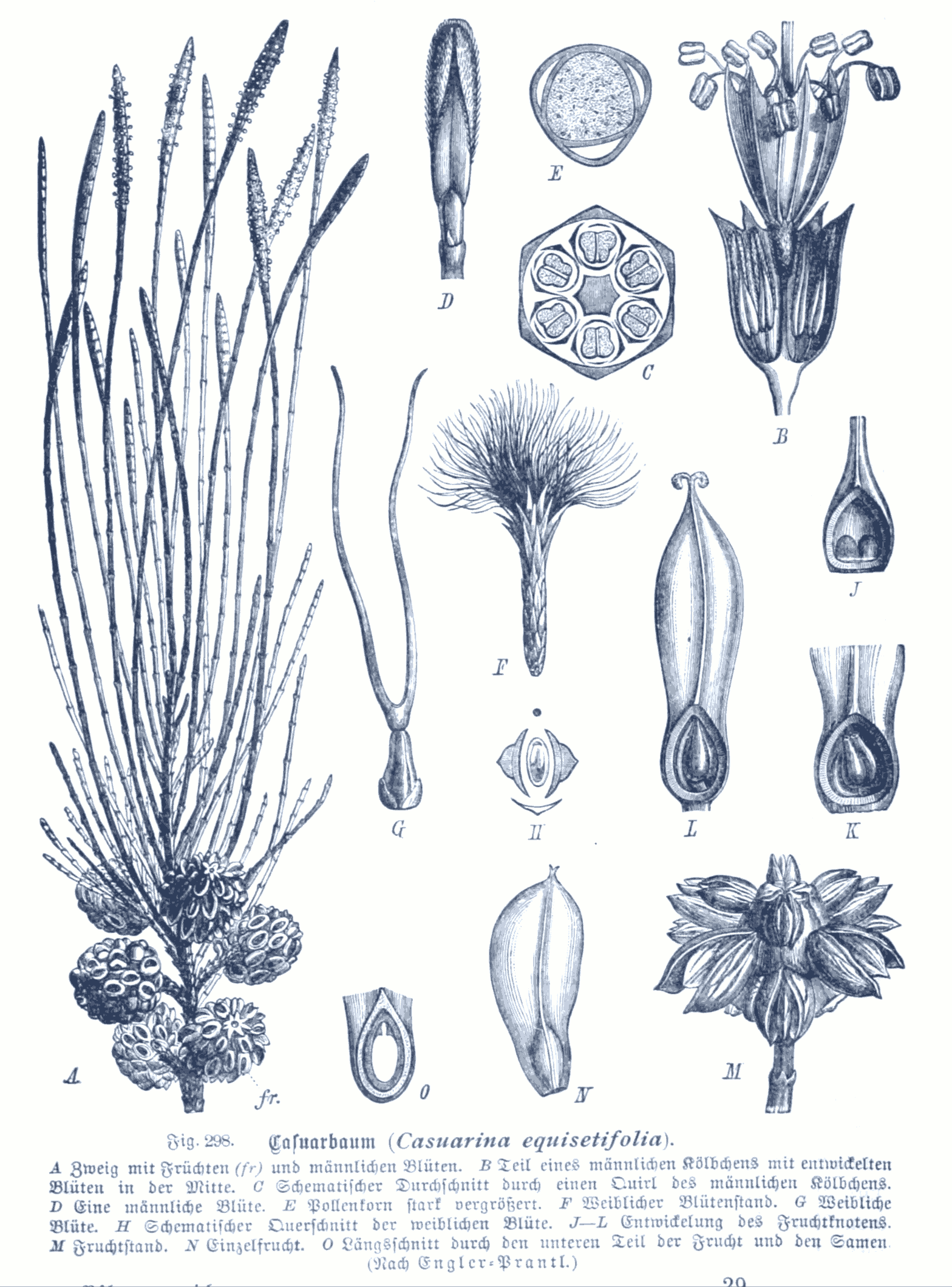
Gravura botânica (fig. 298 de E.Gilg & K.Schum., "Das Pflanzenreich. Hausschatz des Wissens.", ca. 1900).

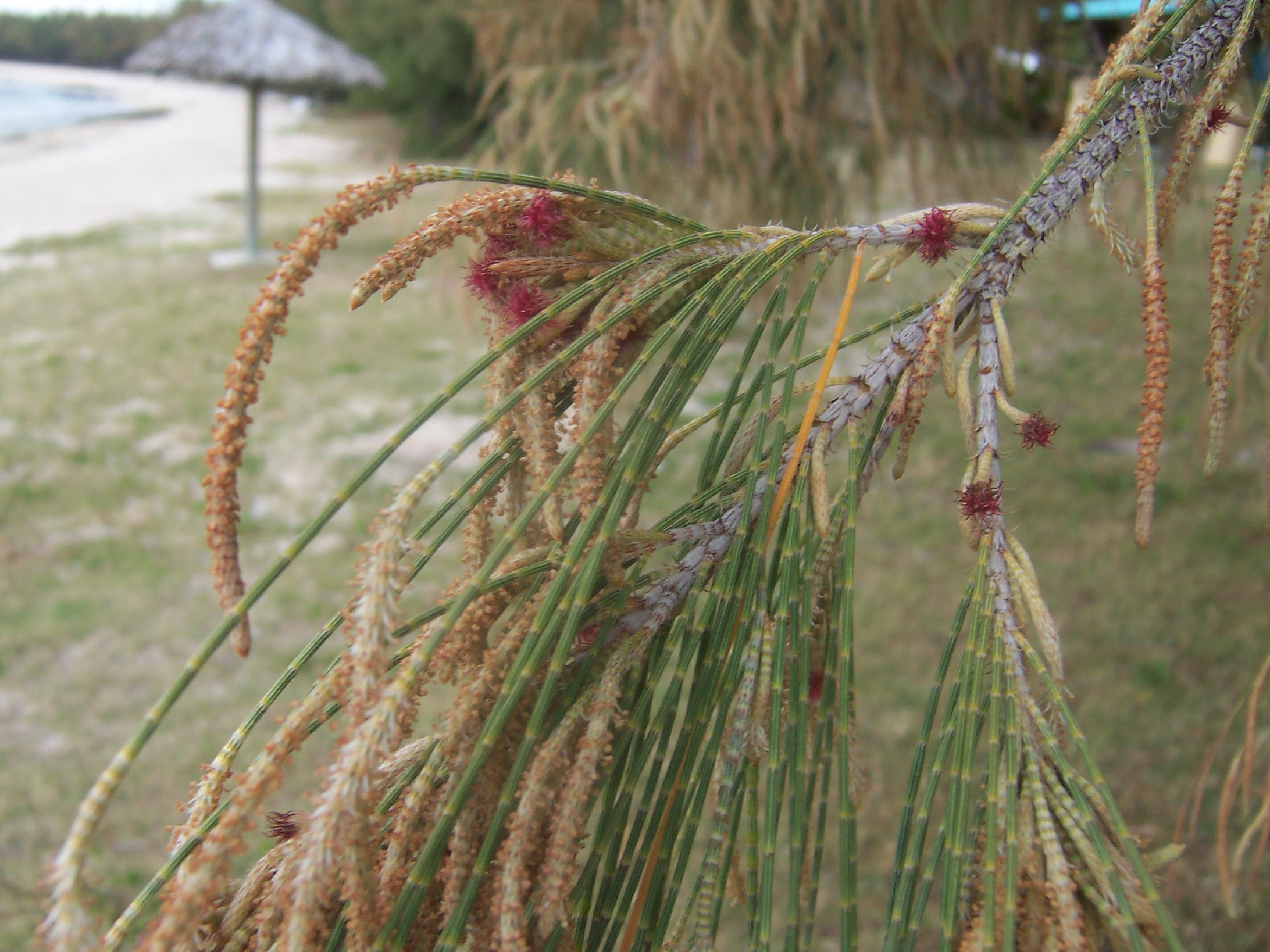
Ramos, inflorescência e flores.

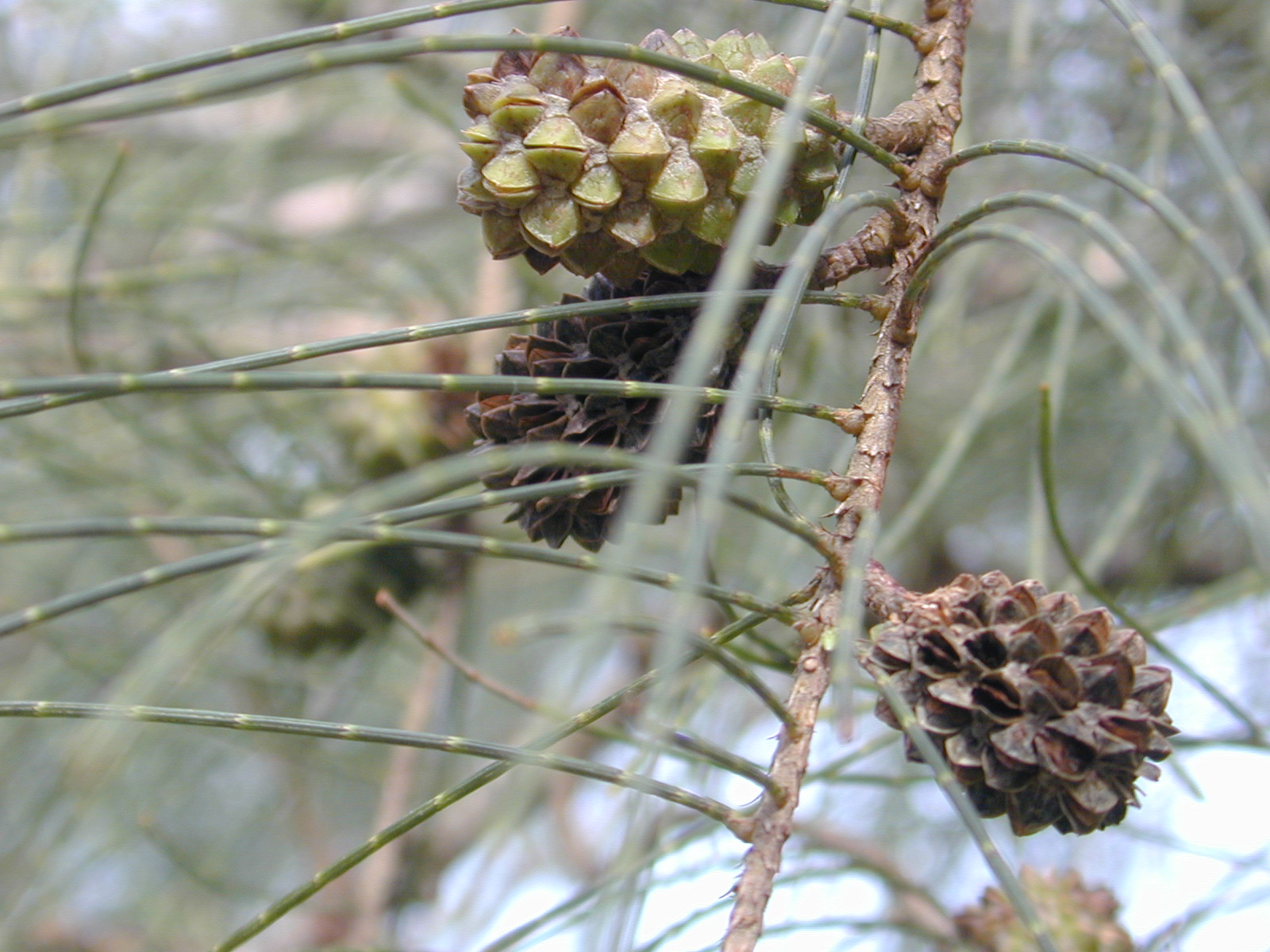
Fruto.

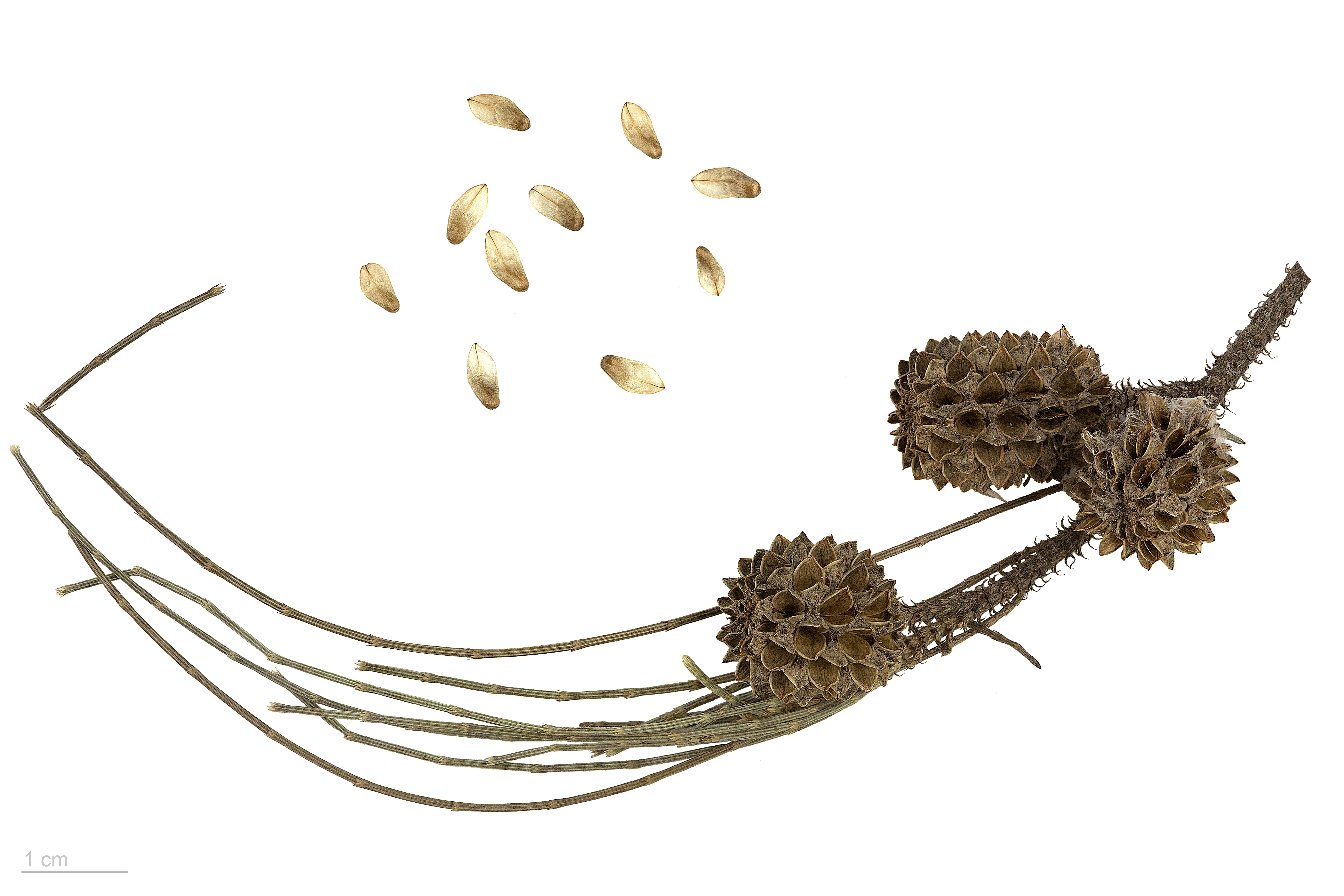
Casuarina equisetifolia - MHNT

Casuarina equisetifolia L., conhecida pelos nomes comuns de casuarina e pinheiro-casuarina, é uma espécie do género Casuarina nativa do Sudeste da Ásia e da região do Pacífico que é invasora em diversas regiões tropicais e subtropicais. Ocorre naturalmente numa vasta região que vai da Birmânia e Vietname, através da Malásia, para leste até à Polinésia Francesa, Nova Caledónia e Vanuatu, e para sul até à Austrália (norte do Território do Norte, norte e leste de Queensland e nordeste de Nova Gales do Sul). É provavelmente nativa de Madagáscar. A espécie foi introduzida no sul dos Estados Unidos da América, Bermudas e África Ocidental. É considerada uma espécie invasora na Bermudas, Flórida e no Brasil.

## Descrição
C. equisetifolia é um mesofanerófito perene cujo fuste esbelto pode alcançar 25-30 m de altura, com múltiplos ramos flexíveis e uma forma de copa que se assemelha à das coníferas. O ritidoma é acinzentado, desprendendo-se em bandas longitudinais. A madeira é de coloração clara, muito dura e rija. As plantas são dotadas de poderosas raízes que se fixam muito bem ao solo, o que lhes confere resistência aos ventos.
Os ramos terminais, pendentes, são finos e muito flexíveis, aciformes, com 10 a 20 cm de comprimento e 0,5 a 1 mm de diâmetro. Apresentam uma estrutura morfológica diferenciada, com consistência quase herbácea e cor verde, o que lhes dá um aspecto equisetiforme, pois anatomicamente são muito semelhantes à forma característica das plantas do género Equisetum (daí o epíteto específico). Os ramos juvenis, que se confundem com finas folhas, são similares às acículas dos pinheiros, mas diferenciam-se por estarem divididos em septos.
A folhagem está reduzida a folhas escamiformes, agrupadas em rosetas de 6-8 folhas em torno dos nós dos ramos juvenis, o que mais contribui para conferir à árvore um aspecto de conífera.
A espécie é dicronomonóica, produzindo flores masculinas e femininas em inflorescências separadas, com a sua maturação separada no tempo. As flores unissexuais são pouco vistosas e de reduzido tamanho, agrupando-se em inflorescências unissexuais do tipo racemoso, muito compactas, inseridas na parte terminal dos ramos jovens. As inflorescências masculinas são sésseis agrupadas em amentos com 0,7 a 4 cm de comprimento; as inflorescências femininas tem as flores inseridas em curtos pedúnculos.
Os frutos são pequenas sâmaras lenhosas, ovaladas, com 5–8 mm de diâmetro e 10–24 mm de comprimento, agrupados ao longo do eixo da estrutura floral. Após a frutificação, a inflorescência feminina assume a forma de falsas pinas globosos em resultado da lenhificação da escamas da inflorescência. A semelhança do conjunto com uma pinha resulta da formação de numerosos carpelos, cada um deles contendo uma única semente, minúscula, arredondada, de cor acinzentada, com uma pequena asa com 6 a 8 mm de comprimento.
Quando os frutos secam, libertam espontaneamente as sementes, as quais dispersam por anemocoria. As sementes permanecem viáveis por 1-2 anos e a germinação, sem tratamentos prévios, é alta, razão pela qual a planta se multiplica muito bem por semente.
A espécie apresenta propriedades alelopáticas, evidenciadas pela ausência ou definhamento da vegetação situada em áreas recobertas pela sua manta morta.
Foi demonstrado que as espécies do género Casuarina fixam o azoto atmosférico através da simbiose com bacterias do género Frankia que se instalam em nodos nas suas raízes. Nas raízes estão também presentes micorrizas formadas em co-inoculação com o fungo micorrízico arbuscular da espécie Glomus intraradices e com o fungo ectomicorrízico Pisolithus tinctorius, as quais contribuem para eficiência da absorção radicular e para aumentar a capacidade de fixação de azoto. Essas associações simbióticas permitem o rápido crescimento desta planta e a sua sobrevivência em solos marginais. É frequente a formação de raízes proteoides.
A madeira desta espécie é utilizada em construção e marcenaria e produz excelente lenha. A casca é muito rica em tanino, sendo utilizada no controlo das diarreias. As folhas são adstringentes. As raízes são usados na preparação de unguentos para uso dermatológico. A espécie é muito apreciada na produção de bonsai, adaptando-se bem àquele estilo de cultura.
Com o seu crescimento rápido e facilidade de fixação ao solo, a espécie é útil para reflorestação rural e urbana nas regiões tropicais e subtropicais, particularmente em zonas ventosas e sujeitas aos efeitos do mar. Cresce nas regiões temperadas desde que não sujeitas a geadas frequentes.
Nas ilhas hawaiianas, onde é uma espécie introduzida e há muito naturalizada, ocorre desde as costas arenosas e xéricas de solos calcáreos, sujeitas à ressalga, até às montanhas, em áreas de forte pluviosidade e solos vulcânicos.
Classificada como planta invasora pelo Ministério publico federal (MPF) juntamente com outras centena de espécies, por prejudicar a biodiversidade nativa. Estão sendo gradativamente removidas para introdução de plantas nativas ou para a recomposição do bioma original.
São conhecidas duas subespécies:
- Casuarina equisetifolia subsp. equisetifolia — mesofanerófito robusto, com até 35 m de altura, ramos juvenis com 0,5–0,7 mm de diâmetro, glabro. Sueste da Ásia, norte da Austrália.[13]
- Casuarina equisetifolia subsp. incana (Benth.) L.A.S.Johnson. — pequena árvore, com até 12 m de altura; ramos juvenis com 0,7 a 1,0 mm de diâmetro, com tom azulado conferido por pequenos tricomas. Leste da Austrália (leste de Queensland, New South Wales), Nova Caledónia, sul de Vanuatu.[14]

## Galeria

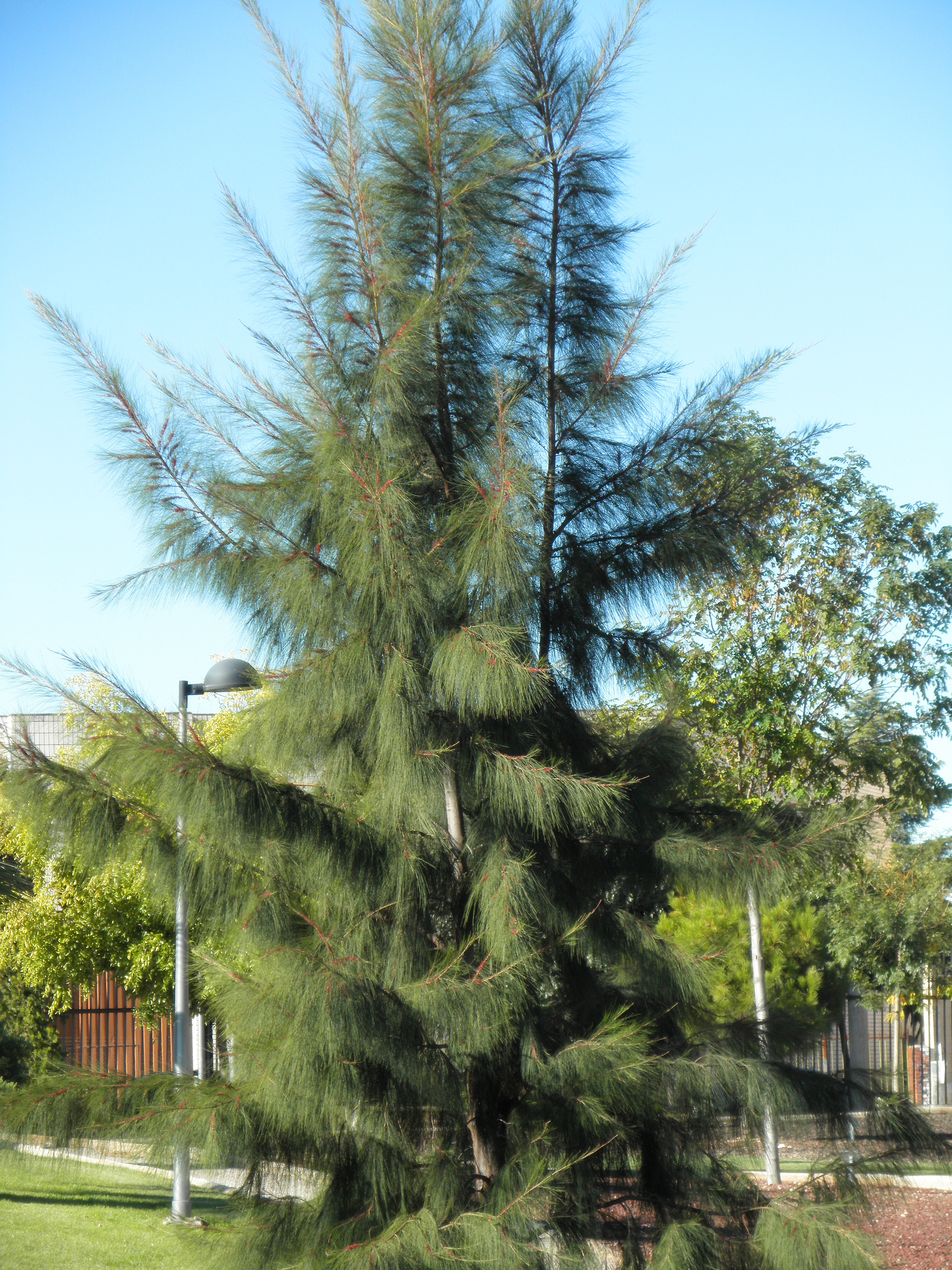
Hábito.
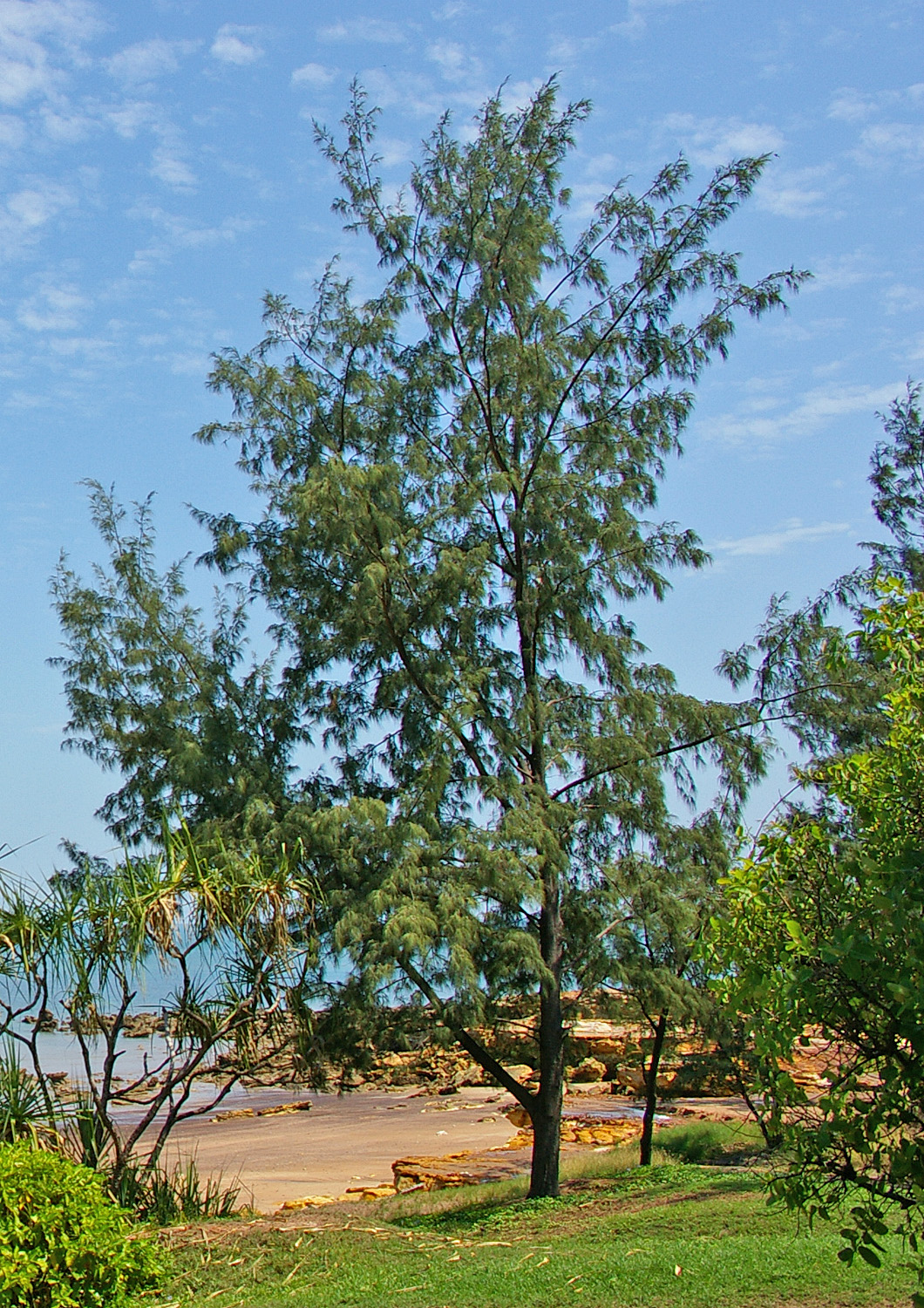
Hábito.
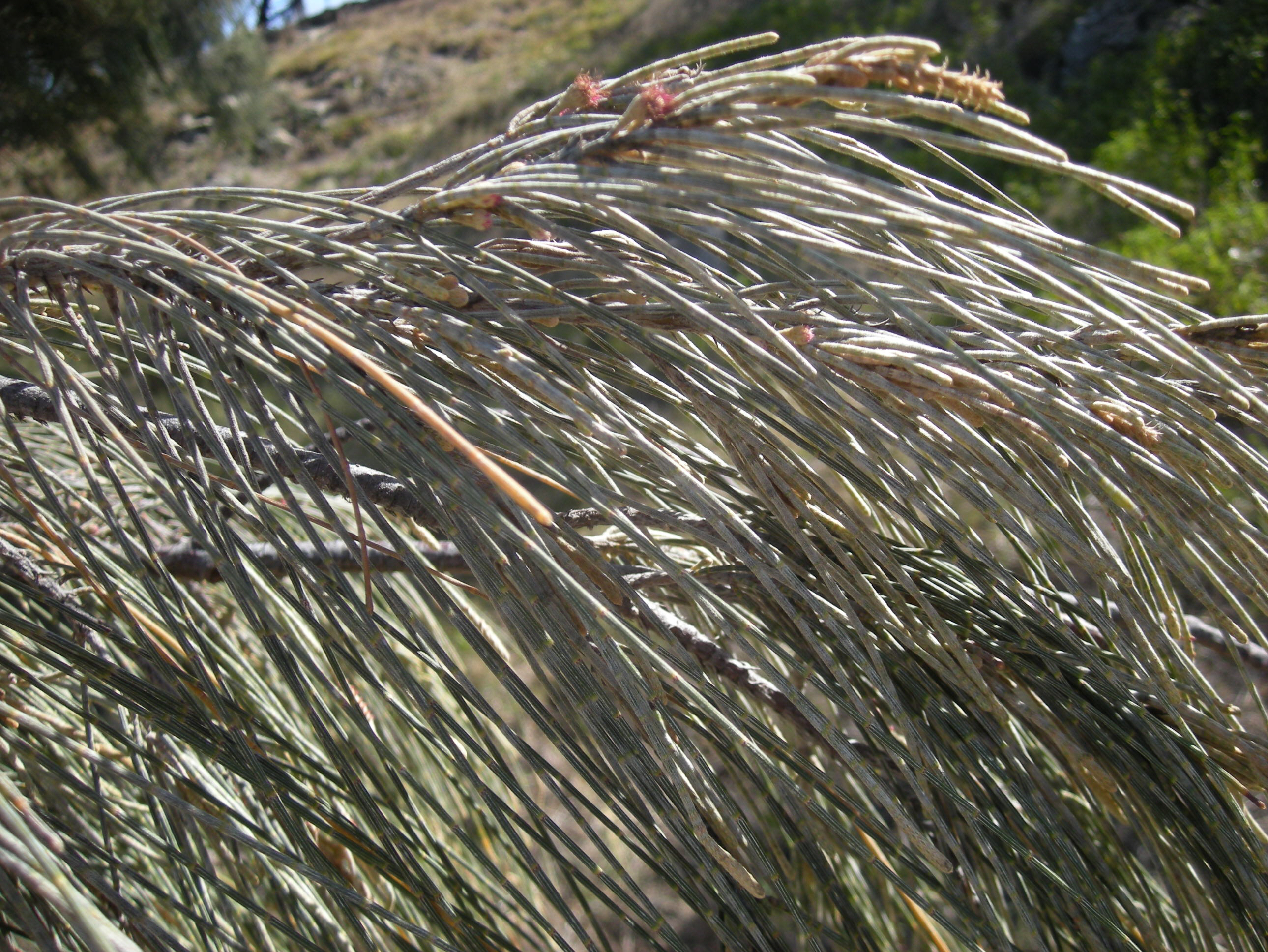
Folhas e inflorescência.
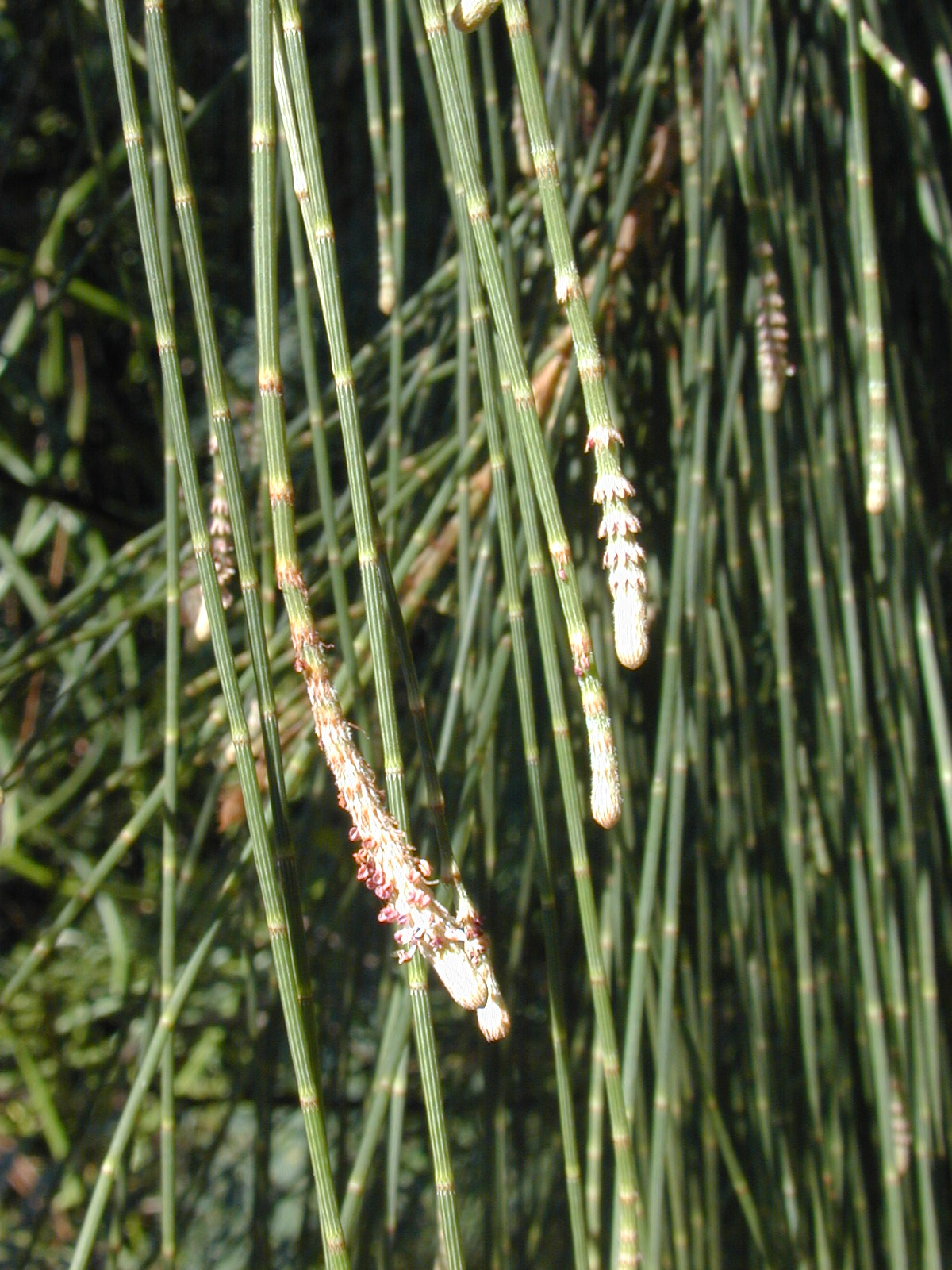
Folhas e flores.
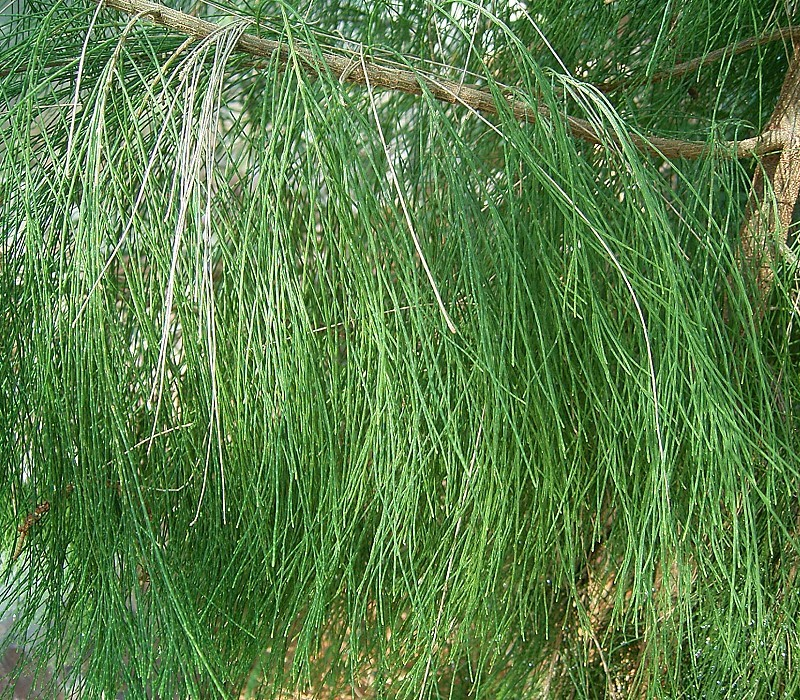
Ramos equisetiformes.
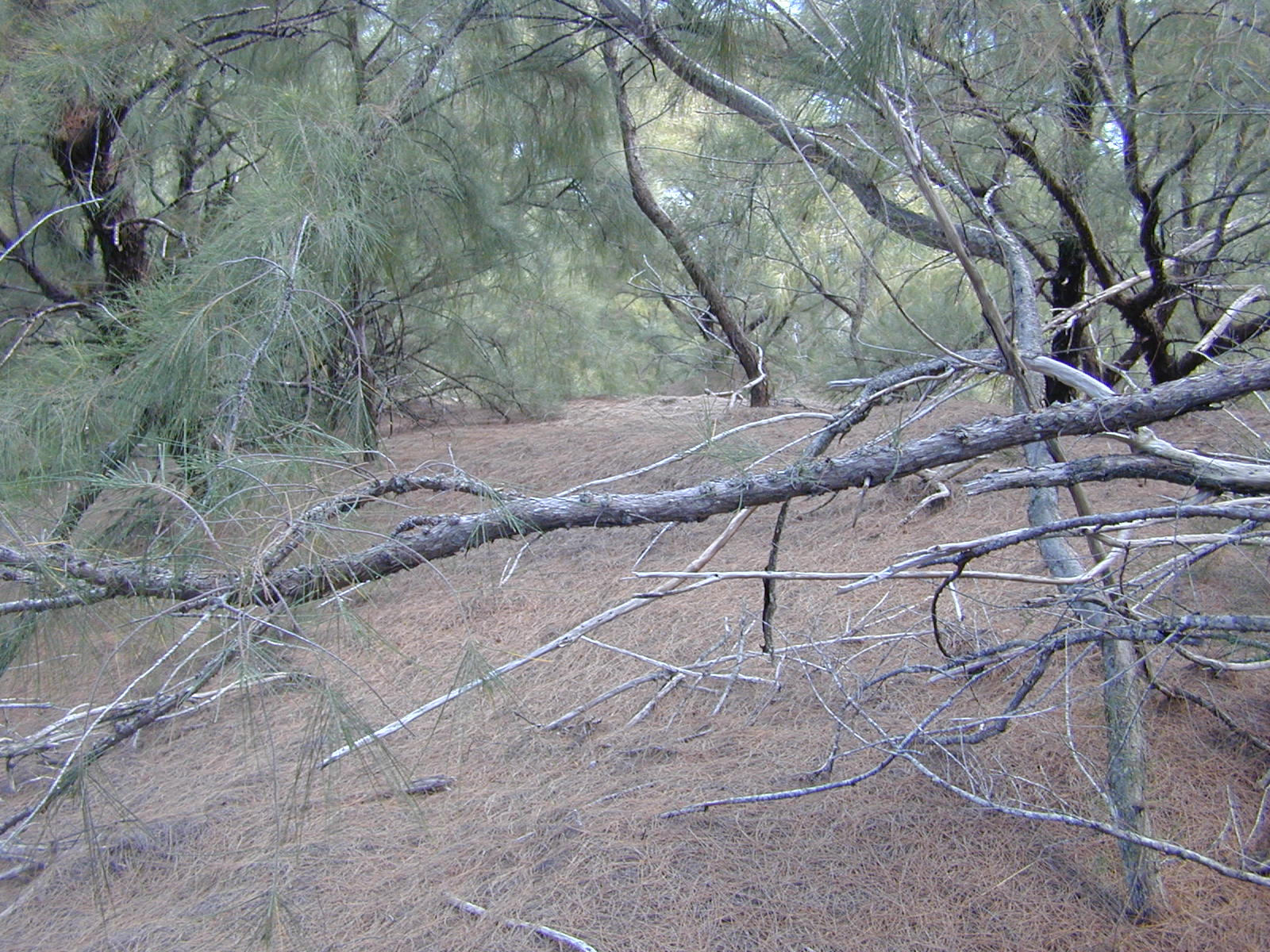
Efeito alelopático.